# Seidel Buggy Company
Seidel Buggy Company war ein US-amerikanischer Hersteller von Fahrzeugen.

## Unternehmensgeschichte
John Evans, George Miller, George E. Seidel und Frank Taylor gründeten 1904 das Unternehmen. Der Sitz war in Richmond in Indiana. Seidel wurde Präsident. Sie begannen mit der Produktion von Kutschen. 1908 kamen Automobile dazu. Der Markenname lautete Seidel. 1909 endete die Produktion von Motorwagen. Die Pilot Motor Car Company, ebenfalls von Seidel geleitet, gilt als Nachfolgeunternehmen im Kfz-Bereich.
Am 27. September 1913 berichtete The Richmond Item über das Unternehmen. Demnach fertigten 45 Mitarbeiter jährlich maximal 2500 Kutschen. 1912 entstanden 1970 Kutschen.
Im Juni 1920 erfolgte die Übernahme durch die American Seeding Company, die ihrerseits im gleichen Monat von der International Harvester Company aufgekauft wurde.

## Kraftfahrzeuge
Die Personenkraftwagen waren Highwheeler. Mit ihren großen Rädern eigneten sie sich gut für die damaligen schlechten Straßen. Der offene Aufbau wird als Motor Buggy beschrieben. Er bot Platz für zwei Personen.